# 亞當斯鎮區 (密歇根州希爾斯代爾縣)
亞當斯鎮區（英語：Adams Township）是位於美國密歇根州希爾斯代爾縣的一個行政鎮區。

## 地方資料
亞當斯鎮區的面積為93.29平方千米，當中陸地面積為92.31平方千米，而水域面積為0.98平方千米。根據2020年美國人口普查的數據，當地共有人口2327人，而人口密度為每平方千米24.94人。